# ريك أستلي
ريك أستلي (بالإنجليزية: Rick Astley) هو مقدم برامج إذاعية وموسيقي ومغني ومغن مؤلف بريطاني، ولد في 6 فبراير 1966 في نيوتون لي ويلووز ‏ في المملكة المتحدة.

## وصلات خارجية
- الموقع الرسمي
- ريك أستلي على موقع IMDb (الإنجليزية)
- ريك أستلي على موقع ميتاكريتيك (الإنجليزية)
- ريك أستلي على موقع روتن توميتوز (الإنجليزية)
- ريك أستلي على موقع ألو سيني (الفرنسية)
- ريك أستلي على موقع ميوزك برينز (الإنجليزية)
- ريك أستلي على موقع أول موفي (الإنجليزية)
- ريك أستلي على موقع إن إن دي بي (الإنجليزية)
- ريك أستلي على موقع أول ميوزيك (الإنجليزية)
- ريك أستلي على موقع ديسكوغز (الإنجليزية)
- ريك أستلي على موقع قاعدة بيانات الفيلم (الإنجليزية)